# Charles Eisen

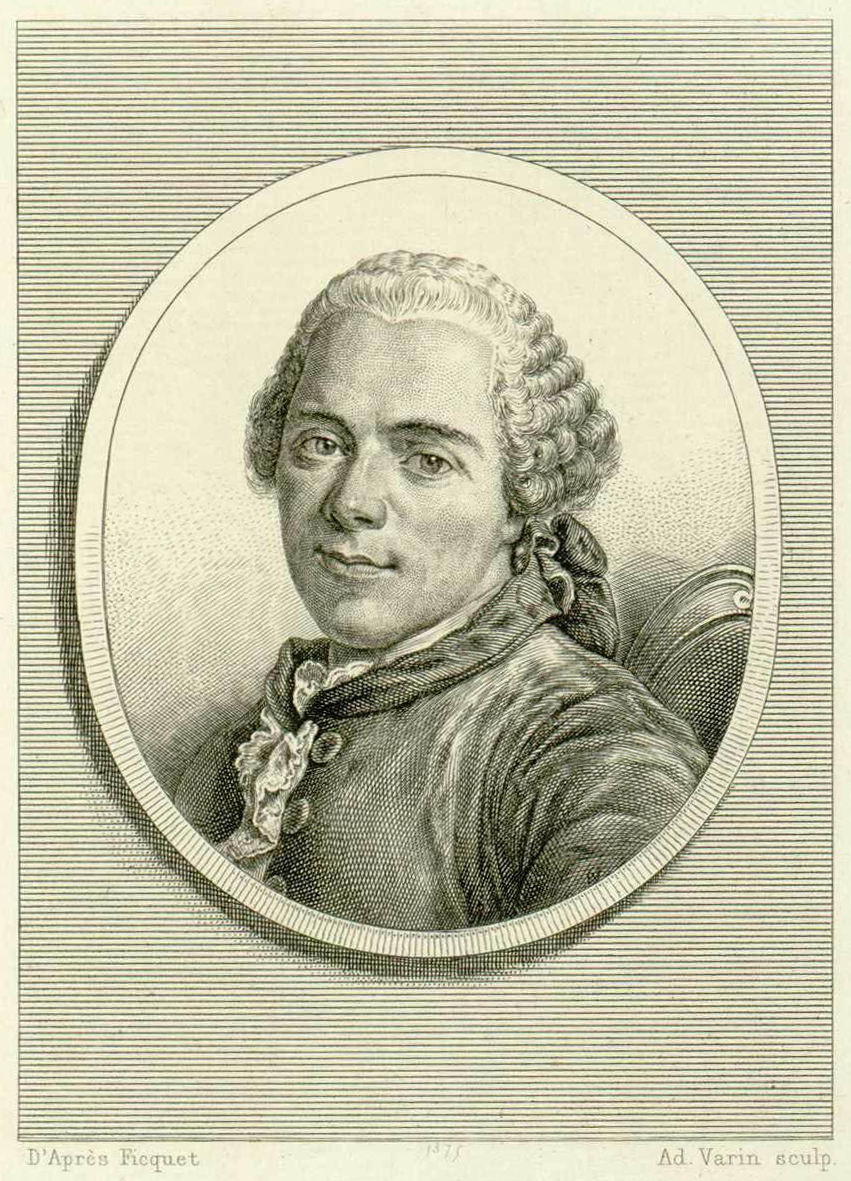
Charles Eisen

Charles Dominique Joseph Eisen (* 17. August 1720 in Valenciennes; † 4. Januar 1778 in Brüssel) war ein französischer Maler, Radierer, Zeichner und Illustrator. Er wurde besonders durch seine Illustrationen und Vignetten für Bücher bekannt und gilt als einer der sinnlichsten Illustratoren des achtzehnten Jahrhunderts.

## Leben

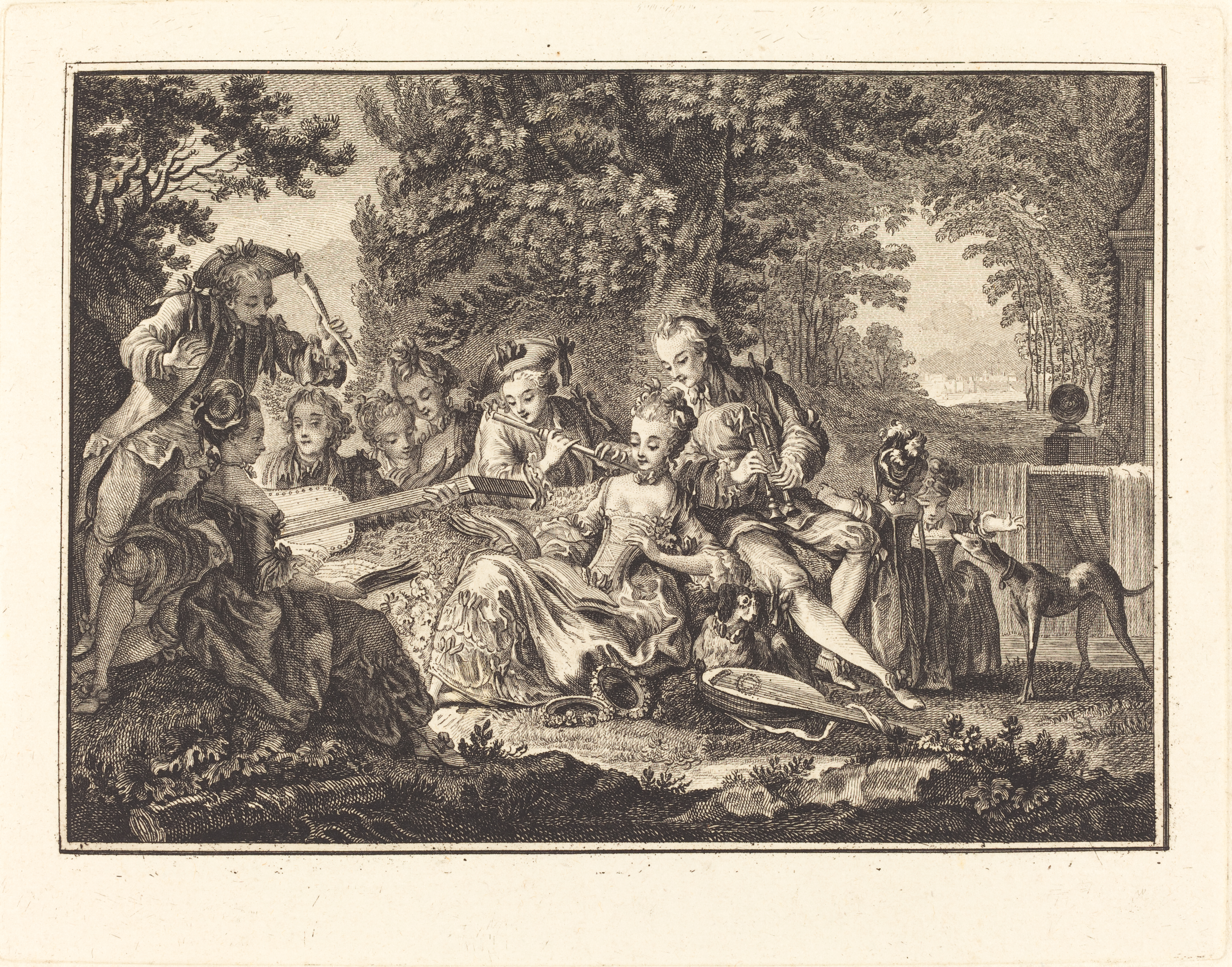
Le Concert champetre

Charles Eisen war der zweite Sohn des ab etwa 1705 in Valenciennes lebenden flämischen Malers Frans Eisen (1695–1778) und dessen Frau Marie-Marguerite Gainse. Zunächst war er ein Schüler seines Vaters. Um seine Ausbildung zu vollenden, war er von 1742 bis 1746 in Paris im Atelier des bekannten Kupferstechers Jacques-Philippe Le Bas.
1745 erhielt Eisen, wohl auf Vermittlung durch Le Bas, seinen ersten bedeutenden Auftrag. Er gestaltete einen Band über die Verlobungsfeier des Dauphin Louis de Bourbon mit Maria Theresia von Spanien. Zwei Jahre später gründete er seinen Ruf und seine Unabhängigkeit mit 43 Zeichnungen für eine Auflage der Werke von Nicolas Boileau. 1750 wurde er als Historienmaler in die Académie de Saint-Luc mit einem Gemälde zu Daedalus und Ikarus aufgenommen.
Für zahlreiche bekannte Werke fertigte Eisen die Entwürfe des Buchschmuckes, so etwa 1762 für Jean de La Fontaines Contes et nouvelles en vers („Verserzählungen und -novellen“), 1767 für Les Métamorphoses von Ovid wie auch für Voltaires La Henriade. Eisens Illustrationen der Zeit Ludwig XV. gelten als besondere Beispiele der „gravure galante“.
Eisen gab zeitweilig der Marquise de Pompadour Privatunterricht im Zeichnen. Durch deren bedeutsamen Einfluss als Mätresse Ludwig XV. wurde Eisen Hofmaler und Professor an der Acadèmie de Saint-Luc. Die Unregelmäßigkeit seines Privatlebens, seine groben Manieren und sein ausschweifendes Leben sowie Schulden ließen ihn in Ungnade fallen. 1777 floh er vor seinen Gläubigern aus Paris nach Brüssel, wo er im folgenden Jahr verstarb.
Eisen war ab 1745 mit der 13 Jahre älteren Apothekerstochter Anne Aubert verheiratet. Von seinen sechs Kindern wurden die Söhne Christophe Charles (* 1744) und Jacques Philippe (* 1747) ebenfalls als Künstler bekannt.

## Werke (Auswahl)
Illustrationen

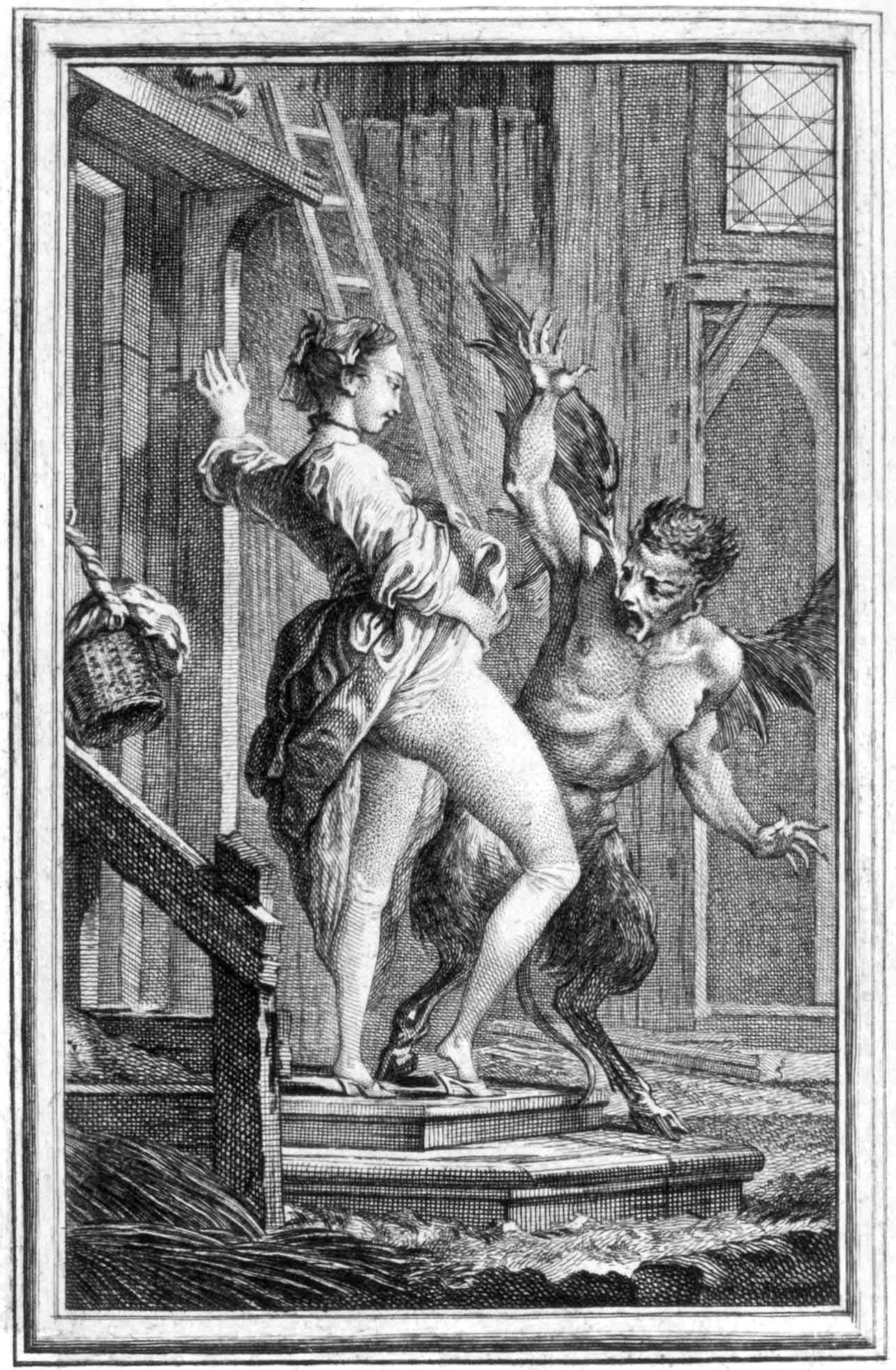
Charles Eisen: Illustration zu
Le Diable de Papefiguiere
in La Fontaine: Contes et nouvelles en vers

- La vie des paintres Flamands, Allemands et Hollandois. von Descamps, 1751–63
- The History of Sir Charles Grandison. von Samuel Richardson, 1753/54
- Essai sur l’architecture. von Laugier, 1755
- Decamerone. von Boccaccio, 1757
- Contes et nouvelles en vers. von La Fontaine, Fermiers généraux Ausgabe veröffentlicht in Amsterdam 1762
- Les Métamorphoses. von Ovid, 1767–71
- La Henriade. von Voltaire, 1770
- Les Baisers. von Dorat, 1770